# Лион (Западна Вирџинија)
Лион (енгл. Leon) град је у америчкој савезној држави Западна Вирџинија.

## Демографија
По попису из 2010. године број становника је 158, што је 26 (19,7%) становника више него 2000. године.
|                   | 2010.        | 2000.        |
| Укупно            | 158 (100,0%) | 132 (100,0%) |
| Белци             | 155 (98,10%) | 131 (99,24%) |
| Остали            | 2 (1,266%)   | –            |
| Афроамериканци    | 1 (0,633%)   | 0 (0,000%)   |
| Азијати           | 0 (0,000%)   | 0 (0,000%)   |
| Хиспаноамериканци | 0 (0,000%)   | 1 (0,758%)   |